# Naturschutzgebiet Zarth
Das Naturschutzgebiet Zarth ist ein rund 262 Hektar großes FFH-Gebiet auf der Gemarkung der Stadt Treuenbrietzen im Landkreis Potsdam-Mittelmark im Land Brandenburg.

## Lage und Etymologie
Das Naturschutzgebiet liegt im Südwesten des Naturparks Nuthe-Nieplitz und dort östlich des Stadtkerns Treuenbrietzens. Nördlich liegen die Budorfsche Heide sowie der Treuenbrietzener Ortsteil Niebel. Es folgen im Uhrzeigersinn die weiteren Ortsteile Niebelhorst sowie die Treuenbrietzener und Bardenitzer Wiesen, Bardenitz, Klausdorf, die Bardenitzer Heide sowie Frohnsdorf.
Der Name leitet sich aus dem slawischen tschert oder cart ab, was so viel wie Teufel bedeutet. Im Volksmund heißt das Naturschutzgebiet daher auch Teufelswald. Das FFH-Gebiet ist Bestandteil des Landschaftsschutzgebietes Nuthetal–Beelitzer Sander.

## Geschichte

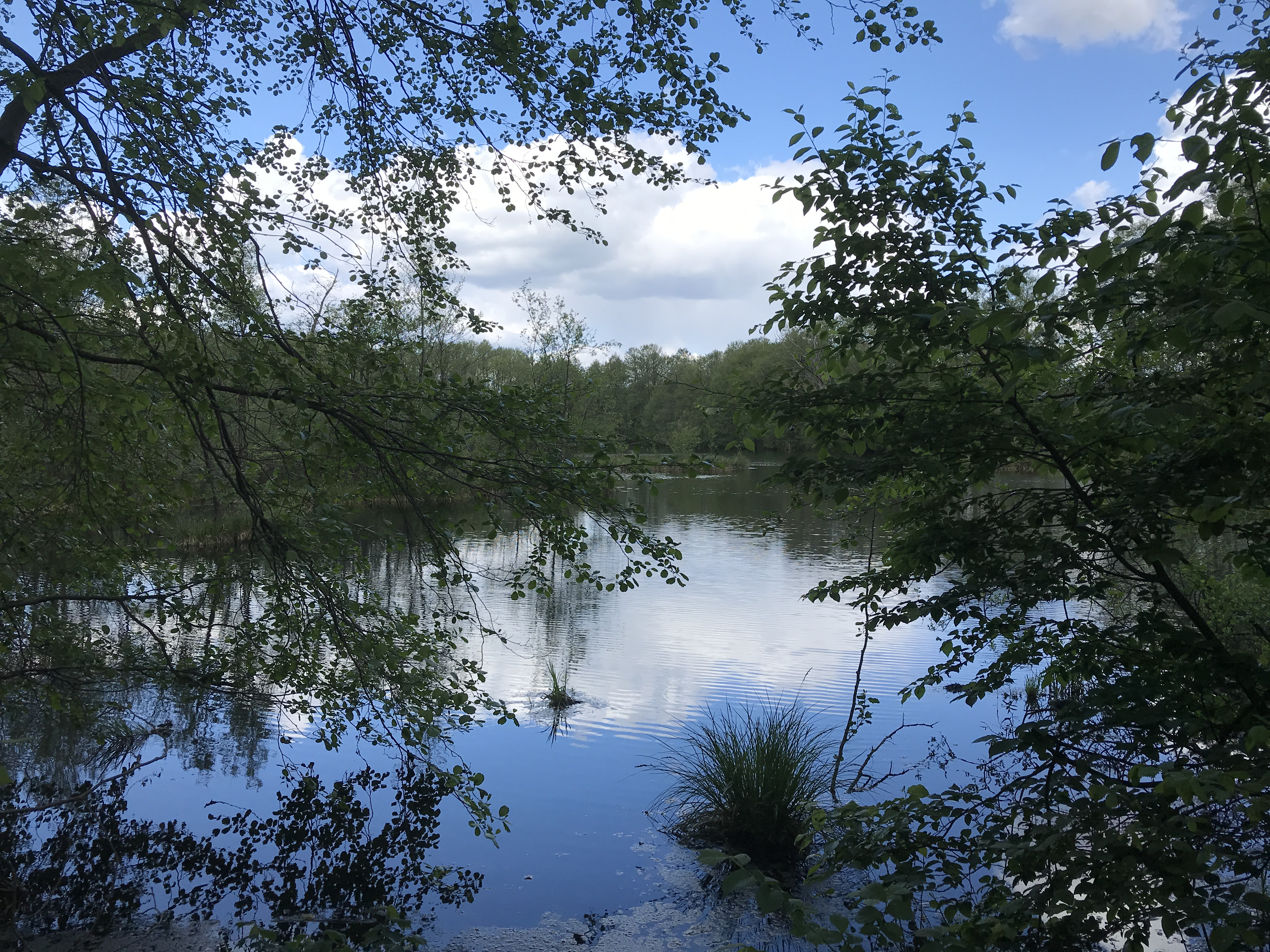
Alter Torfteich

Naturräumlich liegt der Zarth im Grenzbereich zwischen dem Nördlichen Fläming-Waldhügelland und dem Glogau-Baruther Urstromtal. Es entstand vor rund 20.000 Jahren am Ende der letzten Weichsel-Kaltzeit, als sich die Gletscher nach und nach zurückzogen. Dabei entstanden in einer so genannten Auswehwanne ein rund 200 Hektar großer Niederungswald sowie auf rund 50 Hektar zahlreiche, bis zu 4,5 m starke Moore und Gewässer. Sie werden aus Quellen versorgt, die im Fläming entspringen. An den Stellen, an denen die Vegetation fehlte, wurde der lockere Talsand bis auf grundwassernahme Bereiche ausgeblasen. Hierdurch bildeten sich hohe Grundwasserstände, die zur Ausbildung des Niedermoores führten.
Im 19. Jahrhundert begannen Bauern im westlich bei Treuenbrietzen gelegenen Teil damit, Torf zu stechen. Sie legten im dort die nassen Flächen trocken, die fortan zur Heugewinnung dienten und den Namen Große Freiheit erhielten. Im angrenzenden, östlich gelegenen Wald wurde zum einen Brennholz gewonnen, zum anderen diente er als Hutewald. Er wird auch als Alt-Zarth bezeichnet. Die erste kartografische Darstellung stammt aus dem Jahr 1780.
Im Juli 2007 erwarb ein Vogelschutz-Komitee (VsK) rund 95 % des Zarths von der Stadt Treuenbrietzen. Die verbleibenden rund fünf Prozent sind in Privateigentum. Eine der Maßnahmen des Komitees bestand in einer 2014 begonnenen Verplombung der künstlichen Quellgräben im Süden des Gebietes sowie dem Einbau von Stützschwellen in die Fließgewässer. Damit konnte der Wasserstand im Gebiet erhöht werden. Im Mai 2015 wurden die Arbeiten abgeschlossen.

## Aufbau
Der westliche Bereich besteht weitgehend aus Wiesenflächen, beispielsweise die am nordwestlichen Rand gelegene Klostermathen-Wiese. Daran schließt sich nach Süden der Alte Torfteich an. Östlich hiervon liegt der kleinere Neue Torfteich. Sie entstanden aus dem Abbau von Torf und verfüllten sich nach dem Ende der Entnahme mit Quellwasser. Östlich der beiden Teiche ist die Große Freiheit, an die sich im Süden die Kleine Freiheit anschließt – beides Offenlandschaften, die durch die Entnahme von Gehölzen entstanden. Weiter östlich beginnt mit der Wendewasser-Wiese der Übergang in den eher bewaldeten Bereich Alt-Zarth, an den – außerhalb der Grenze des Naturschutzgebietes – sich wiederum der Burgwall-Acker anschließt, der landwirtschaftlich genutzt wird. Das wasserreiche Gebiet wird von zahlreichen Bächen durchflossen, die von Quellwasser des Flämings am südlichen Rand gespeist werden. Sie fließen weitgehend von Süden nach Norden. Dies sind – von Westen nach Osten – der Waldbach, das Wendewasser, der Kupferbach sowie der Schwarze Bach. An der östlichen Grenze fließt das Bardenitzer Fließ entlang. Nördlich des Neuen Torfteichs verläuft nach Nordosten der Kanal der Freiheit.
Ein Gedenkstein erinnert im westlichen Zugangsbereich an Eduard Prinke (1939–2013), der in der Kreisverwaltung Jüterbog als stellvertretender Amtsleiter Naturschutz tätig war und sich für die Unterschutzstellung des Zarth eingesetzt hatte. Ein als Landschaftstour gekennzeichneter Weg führt von Treuenbrietzen oder Bardenitz aus in das Gebiet. Südlich des Waldgebietes führt die Mühlentourroute 1 am Gebiet vorbei.

## Flora und Fauna

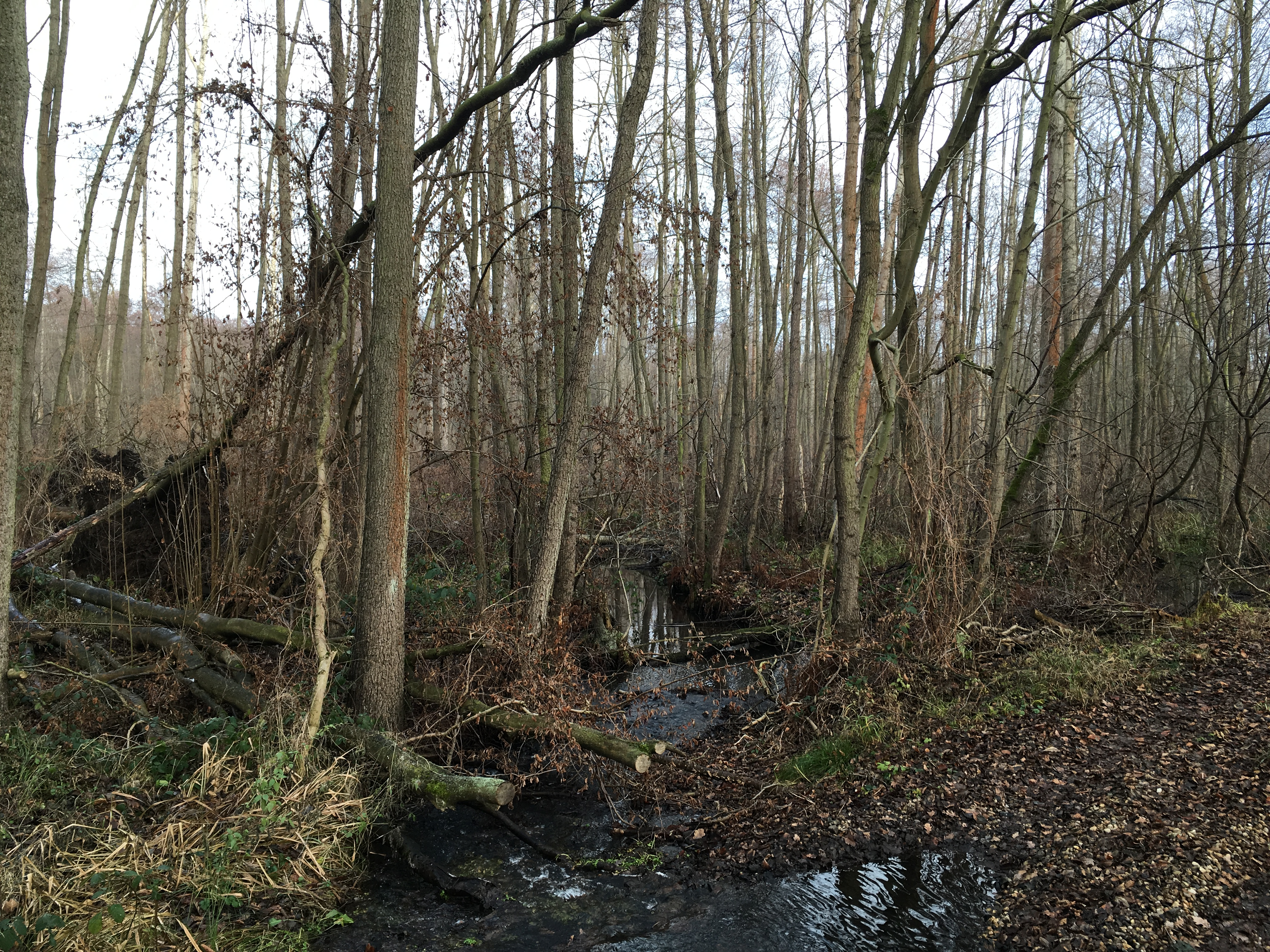
Wendewasser

In den besonders feuchten Gebieten gedeihen Schwarzerlen und Eschen sowie ein Stieleichen-Hainbuchenwald auf den höher gelegenen, sandig-lehmigen Standorten. Neben fünf verschiedene Orchideenarten wurden weitere 340 Pflanzen gezählt, darunter auch das seltene Fleischfarbene Knabenkraut, die Kümmelblättrige Silge, die Färber-Scharte, Natternzungen, die Stumpfblütige Binse oder die Prachtnelken. 44 Pflanzenarten stehen dabei auf der Roten Liste.
Im Wald leben mehr als 90 verschiedene Brutvogelarten, darunter der seltene Schwarzstorch, der in den Bächen seine Nahrung findet. Dort leben unter anderem die Europäische Sumpfschildkröte, Waldeidechsen, Baummarder, die Erdkröte, die Schmale Windelschnecke und der Fischotter. Die Luft wird unter anderem von Kranichen, Bekassinen, dem Mittelspecht, dem Eisvogel und Milanen bevölkert. Weiterhin wurden 13 Fledermausarten nachgewiesen, darunter Mausohren und Mopsfledermäuse. 2009 wurden weiterhin 35 Tagfalterarten sowie zwei Widderchenarten nachgewiesen.

## Entwicklung
Für das Land Brandenburg sieht die Wiederherstellung und der Erhalt höherer Wasserstände sowie die Erhöhung der Wasserrückhaltung als eine der wichtigsten Maßnahmen an. Weiterhin sollten die vorhandenen Flüsse wieder durchgängig gemacht werden. Um die Feuchtwiesen und Moore weiter zu entwickeln sollte eine Verjüngung mit geeigneten Baumarten erfolgen. Die Rot-Eiche sowie die Fichte sollten gleichzeitig zurückgedrängt werden, wobei dabei bestehende Horst- und Höhlenbäume geschützt werden sollten. Auf eine forstwirtschaftliche Nutzung der Moor-, Auen- und Bruchwälder sollte darüber hinaus verzichtet werden. Eine erweiterte touristische Nutzung soll nicht erfolgen; der vorhandene Wanderweg jedoch erhalten bleiben.